# Muzeum Ziemi PAN w Warszawie

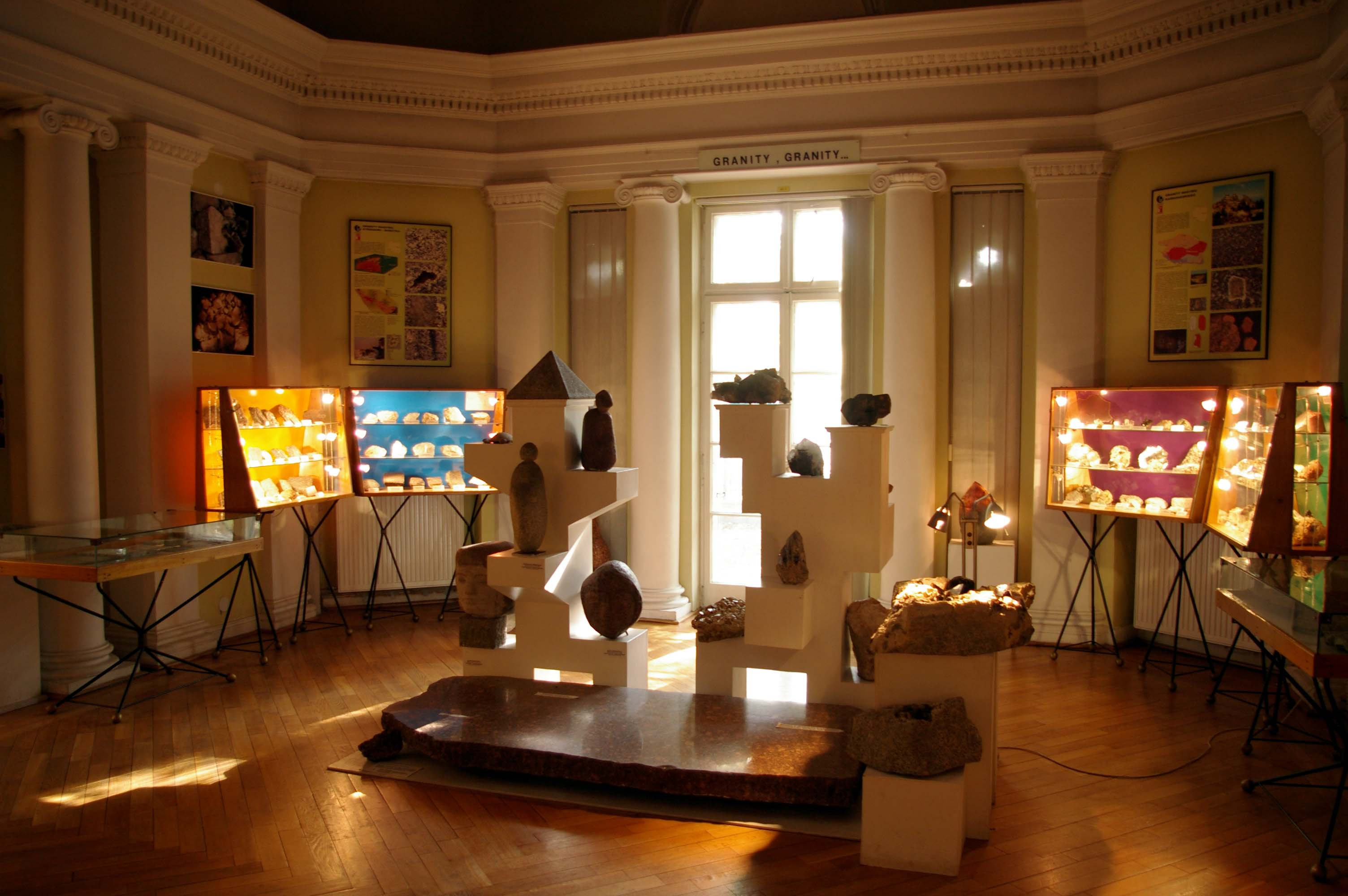
Wystawa stała Granity, granity...

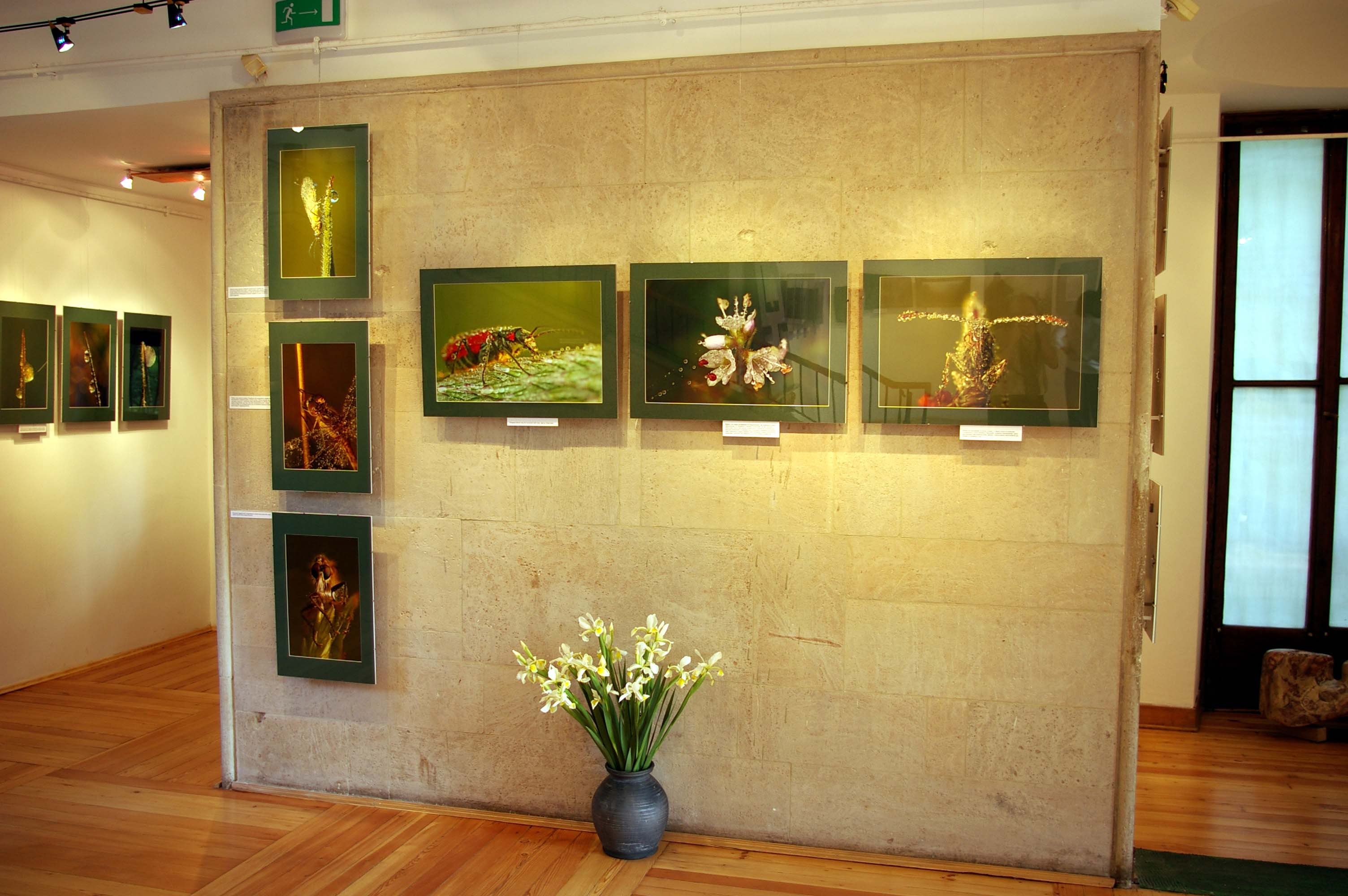
Wystawa czasowa z cyklu Natura Sztuka

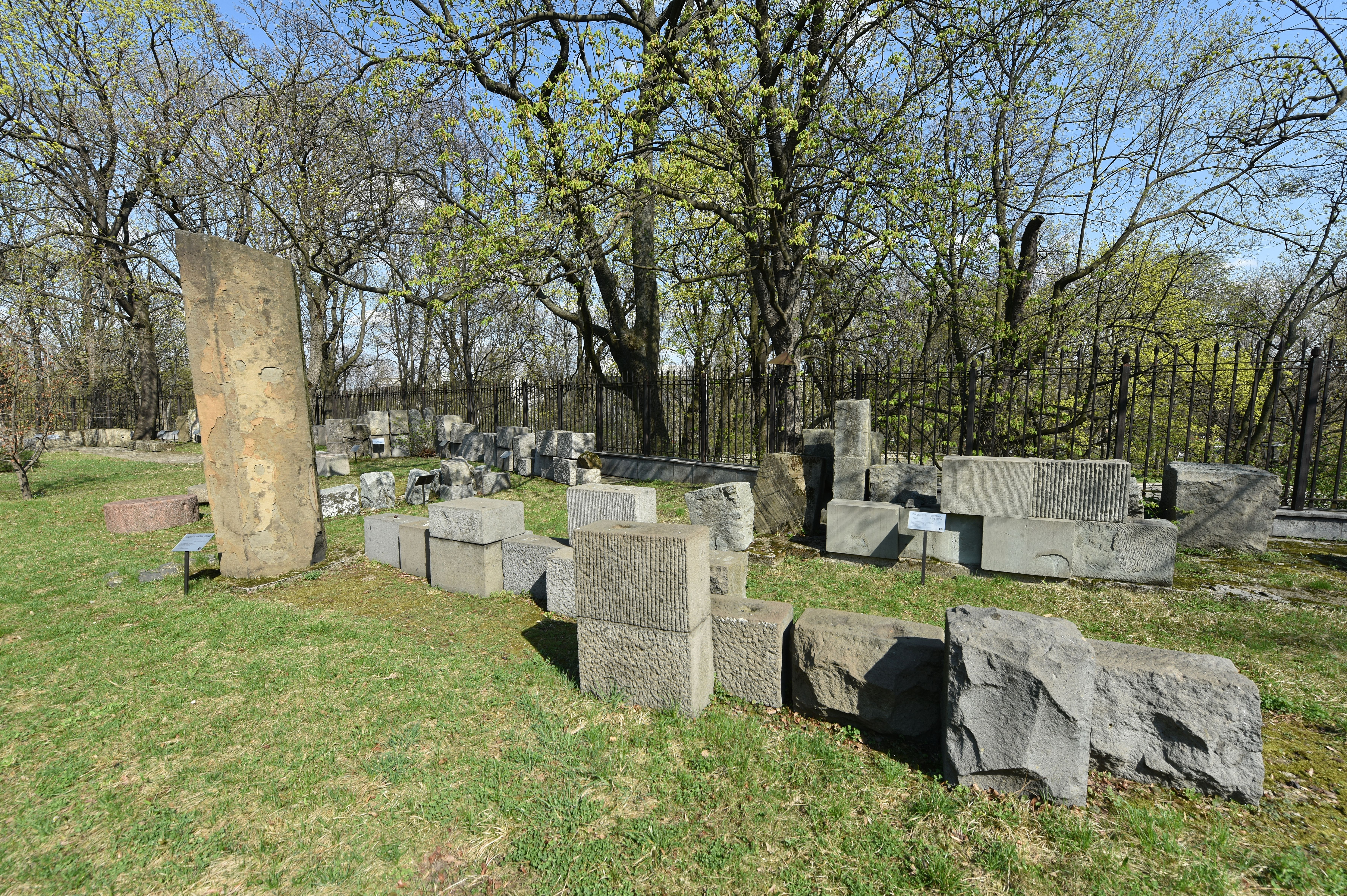
Skały eksponowane wokół Białego Pałacyku na Frascati

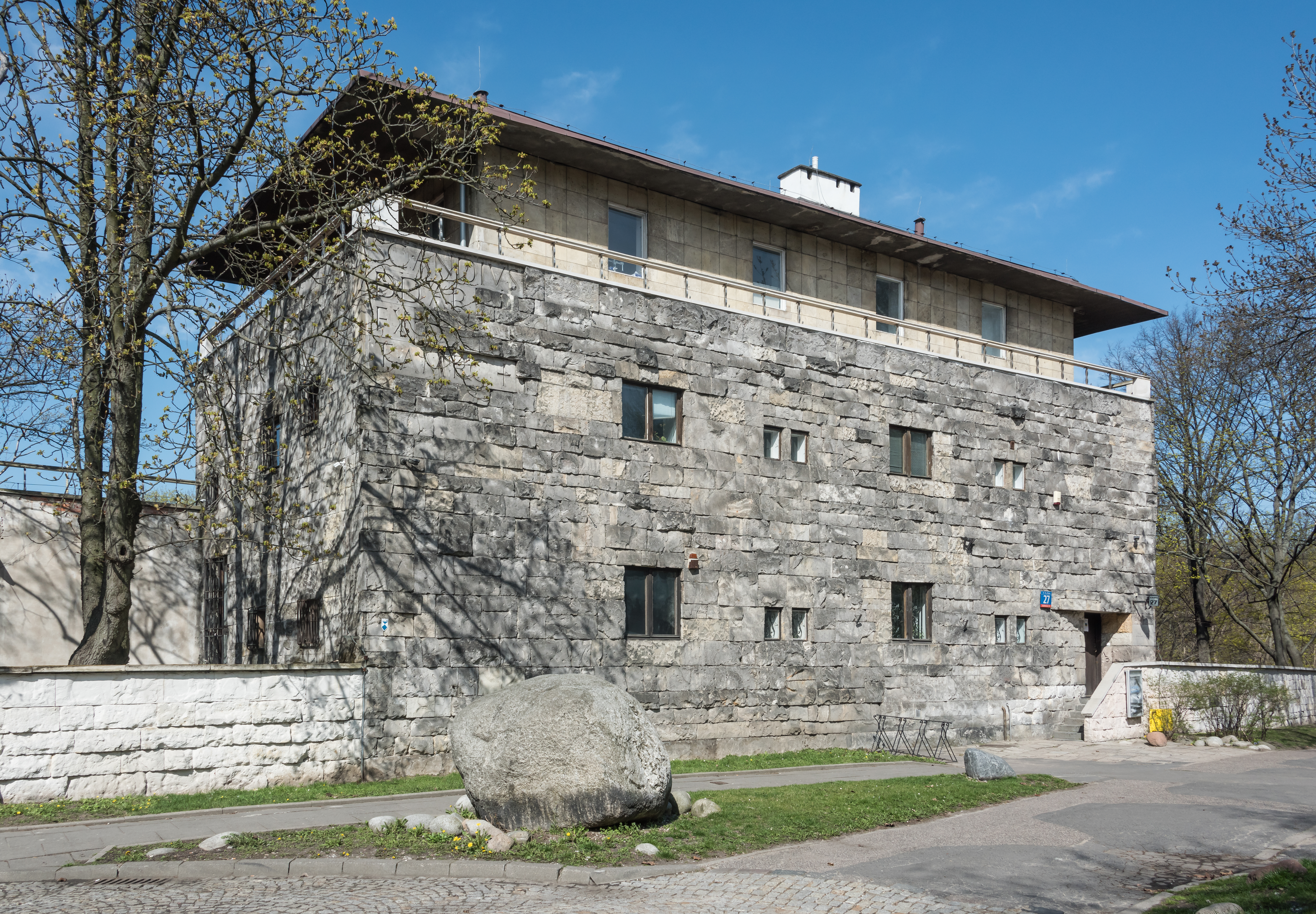
Willa Pniewskiego

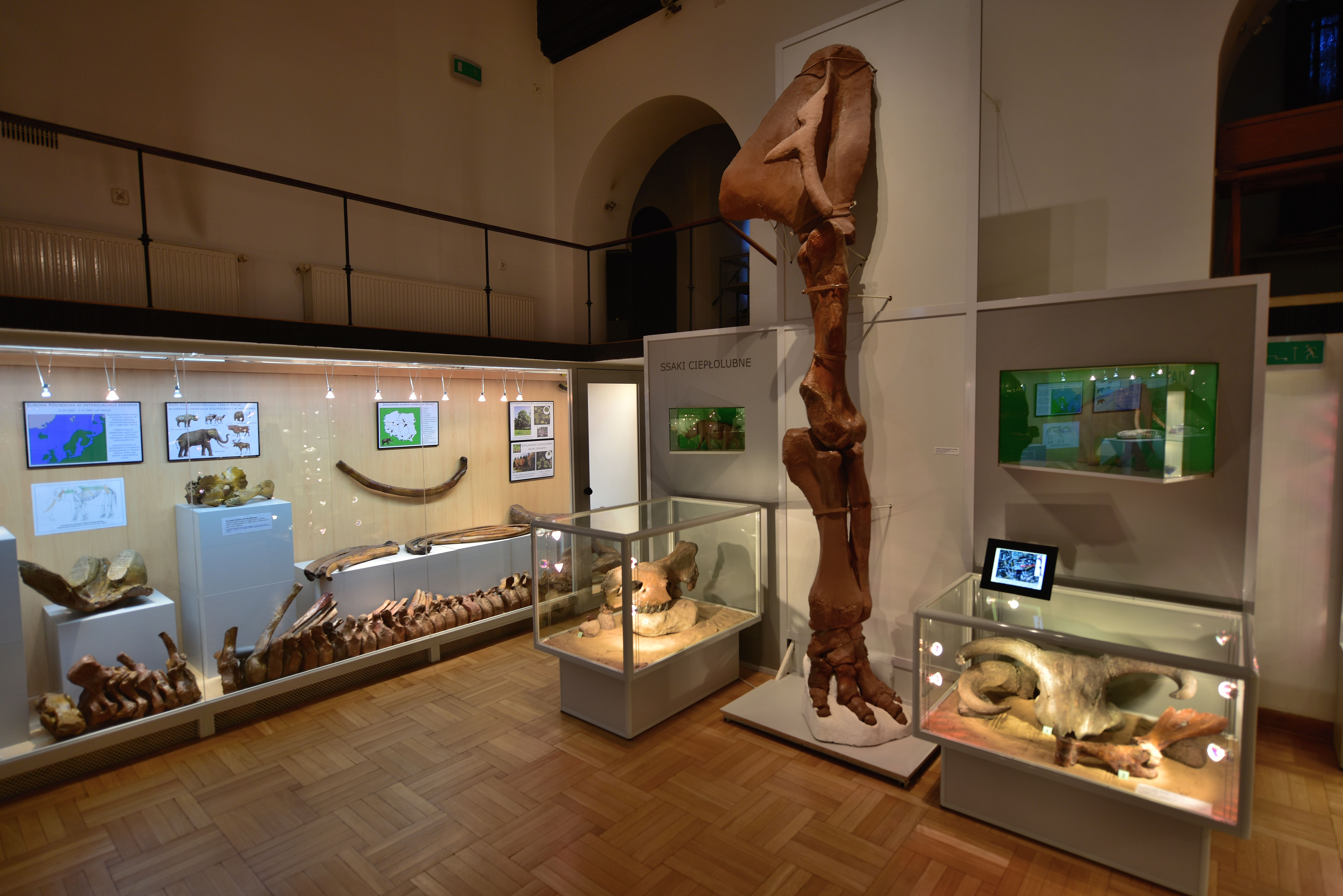
Fragment ekspozycji w willi Pniewskiego

Muzeum Ziemi Polskiej Akademii Nauk w Warszawie – wielodziałowa placówka muzealna Polskiej Akademii Nauk, gromadząca zbiory geologiczne, a także prowadząca prace badawcze i dokumentacyjne oraz prowadząca działalność w zakresie popularyzacji nauk o Ziemi i upowszechniania wiedzy przyrodniczej. Jej siedziba znajduje się w Białym Pałacyku przy al. Na Skarpie 20/26. Niewielka część zbiorów jest również prezentowana w sąsiedniej willi Pniewskiego przy al. Na Skarpie 27.

## Historia
W 1932 r. powołano w Warszawie Towarzystwo Muzeum Ziemi, którego celem było utworzenie Muzeum Ziemi. Jednocześnie Towarzystwo gromadziło zbiory, prowadziło prace badawcze oraz wydawało pisma naukowe. Zgromadzona przez towarzystwo kolekcja została częściowo zniszczona podczas powstania warszawskiego w Instytucie Geologicznym przy ul. Rakowieckiej. Ocalałą część kolekcji po II wojnie światowej przekazano państwu pod warunkiem utworzenia publicznej placówki muzealnej.
Muzeum powstało w 1948 roku, a obecną stałą siedzibę, nowo odbudowany Biały Pałacyk, otrzymało w 1950 roku. W 1951 roku została tam otwarta pierwsza stała ekspozycja muzealna. W 1959 roku placówkę włączono w struktury Polskiej Akademii Nauk (PAN). W 1966 roku powiększyła się ona o sąsiedni budynek − willę Pniewskiego przy alei Na Skarpie 27. 
Pierwszym dyrektorem muzeum był Stanisław Małkowski (1889–1962), który piastował swą funkcję do 1950 r., kolejnym dyrektorem była Antonina Halicka (1908–1973) kierująca placówką do 1973 r. Funkcję dyrektora w latach 1974–2008 sprawował Krzysztof Jakubowski.
W 2023 r. prezes PAN Marek Konarzewski podjął decyzję o likwidacji z końcem roku placówki i przekazaniu zbiorów Instytutowi Nauk Geologicznych PAN w Krakowie. Powodem był zły stan techniczny obydwu budynków muzeum i brak środków finansowych na ich remont. Po rozmowach z Ministerstwem Kultury i Dziedzictwa Narodowego zapadła jednak decyzja o przekształceniu placówki w oddział Narodowego Muzeum Techniki. Docelowo zbiory placówki mają być przekazane do planowanego Muzeum Przyrodniczego w Warszawie.

## Siedziba
Siedzibą Muzeum Ziemi są dwie zabytkowe budowle położone w centrum stolicy, niedaleko placu Trzech Krzyży, przy Al. Na Skarpie 20/26 i 27. Wraz z przyległymi terenami ekspozycyjnymi na otwartej przestrzeni znajdują się w obrębie dawnego zespołu pałacowo-ogrodowego „Na Górze”.
Twórcą projektu zabudowy był architekt Szymon Bogumił Zug (1733–1807), który stworzył w tym miejscu rezydencję ogrodową dla brata króla, księcia Kazimierza Poniatowskiego. W roku 1781, na zboczu wąwozu, stanął reprezentacyjny budynek z dwiema dużymi salami i okazałą główną elewacją zdobioną kolumnadą. Posesja zmieniała kilkakrotnie właścicieli, aż w końcu około 1850 roku nabyli ją Braniccy. Wówczas wzniesiono pałacyk z gankiem kolumnowym. Obiekt ten, poważnie zniszczony w trakcie działań wojennych został odrestaurowany przez Biuro Odbudowy Stolicy z przeznaczeniem na Muzeum Ziemi.
Sąsiedni budynek, na zboczu wąwozu, po śmierci księcia Kazimierza Poniatowskiego (1800) mieścił przez pewien czas Lożę Masońską, a później Muzeum Zoologiczne Branickich. W latach 1935–1938 został gruntownie przebudowany według projektu znanego architekta Bohdana Pniewskiego (1897–1965), który mieszkał tu i tworzył do końca swego życia.
W czasie powstania warszawskiego w 1944 roku budynek stanowił ważny punkt oporu powstańców toczących zacięte walki w rejonie ulicy Książęcej i placu Trzech Krzyży. Pozostał po nich niezwykły ślad w postaci utrwalonych na marmurowych schodach plam krwi nieznanego uczestnika walk powstańczych. Miejsce to upamiętnione zostało specjalną tablicą.

## Zbiory
Zbiory Muzeum Ziemi liczyły w 2023 roku ok. 172 tys. obiektów pochodzących z obszaru Polski i różnych regionów świata. Są wśród nich wartościowe kolekcje minerałów i skał, kamieni ozdobnych oraz meteorytów, zasobne zbiory skamieniałości roślin i zwierząt. Posiada bogate zbiory bursztynu zaliczane do najciekawszych tego typu kolekcji przyrodniczych w świecie. Odrębną kategorię stanowią cenne archiwalia z zakresu historii nauk o Ziemi.
Przy budynku zgromadzono m.in. elementy kamiennych dekoracji zniszczonych pałaców Brühla i Kronenberga.
Zbiory Biblioteki Muzeum Ziemi, liczą ponad 54 tys. pozycji i są jednym z większych w Polsce zasobów piśmiennictwa z zakresu nauk o Ziemi.

## Publikacje
Muzeum wydawało cyklicznie dwa wydawnictwa: „Prace Muzeum Ziemi” i „Opracowania dokumentacyjne Muzeum Ziemi”
. 
Placówka kontynuowała również rozpoczętą w 1938 roku serię „Wiadomości Muzeum Ziemi”. Ostatnim zarejestrowanym tomem tego czasopisma w internetowych katalogach bibliotecznych jest tom 6 z 1952 roku.

## Działalność
Zgromadzone zbiory wykorzystywane są do celów badawczych i popularyzatorskich. Różnorodna formy upowszechniania nauk o Ziemi i programy edukacyjne adresowane są do szerokich kręgów odbiorców, począwszy od dzieci i młodzieży aż po publiczność „trzeciego wieku”. Systematyczna działalność wystawiennicza obejmuje organizację wystaw stałych, czasowych i objazdowych prezentowanych we własnej siedzibie oraz różnych ośrodkach w kraju i za granicą.
Pracownicy Muzeum Ziemi uczestniczyli w polsko-mongolskich wyprawach paleontologicznych na pustynię Gobi. Ze strony muzeum uczestniczyli w nich  m.in. Teresa Maryańska i Gwidon Jakubowski. Zorganizowano osiem takich wypraw w latach 1963−1971r.

## Wystawy stałe i stoiska ekspozycyjne
- Ziemia jest jedna
- Procesy kształtujące oblicze Ziemi
- Z przeszłości geologicznej Ziemi
- Granity, granity...
- Kiedy powstał węgiel
- Historia geologii
- Uczeni z zakresu nauk o Ziemi na znakach pocztowych
- Z archiwalnego skarbca Muzeum Ziemi
- Pancerni władcy dawnych mórz
- Świat roślin i zmiany klimatu
- Bursztyn – od płynnej żywicy do sztuki zdobniczej
- Meteoryty – kamienie z nieba
- Mineralogiczny alfabet
- Wielkie ssaki epoki lodowcowej

## Ekspozycje na otwartej przestrzeni
- Zabytkowe głazy narzutowe
- Lapidarium – Kamienie budowlane Polski
- Żywe skamieniałości

## Ekspozycja historyczna
- Śladami krwi powstańczej – unikatowe ślady krwi z okresu powstania warszawskiego 1944 r., zachowane na marmurowych schodach w budynku Muzeum przy al. Na Skarpie 27 (willa B. Pniewskiego).